# Ultima II: The Revenge of the Enchantress
Ultima II: The Revenge of the Enchantress é um jogo eletrônico de RPG desenvolvido por Richard Garriott e originalmente publicado pela Sierra On-Line para Apple II em 24 de agosto de 1982. Ele é o segundo jogo da série Ultima, e o segundo da trilogia narrativa da "Era das Trevas".
É também o único jogo oficial da série publicado pela Sierra On-Line. O conflito com a Sierra sobre os royalties da sua versão para IBM levou o criador da série, Richard Garriott, a fundar a sua própria empresa, a Origin Systems.:25
O enredo de Ultima II gira em torno da feiticeira maligna Minax, que domina o mundo e se vinga do jogador pela derrota de Mondain em Ultima I. O jogador viaja no tempo para adquirir os meios para derrotar Minax e restaurar a paz no mundo. Ultima II tem um mundo de jogo maior do que Ultima I e apresenta avanços nos gráficos e na jogabilidade.